# اچ‌ام‌سی‌اس گولف (کی۶۸۷)
اچ‌ام‌سی‌اس گولف (کی۶۸۷) (به انگلیسی: HMCS Guelph (K687)) یک کشتی بود که طول آن ۲۰۸ فوت (۶۳٫۴۰ متر) بود. این کشتی در سال ۱۹۴۴ ساخته شد.